# Desa Kraton (administrativ by i Indonesien, lat -7,62, long 112,88)
Desa Kraton är en administrativ by i Indonesien.   Den ligger i provinsen Jawa Timur, i den västra delen av landet, 700 km öster om huvudstaden Jakarta.